# کاوا، اسپانیا
کاوا (به اسپانیایی: Cavá) یک منطقهٔ مسکونی در اسپانیا است که در آلت یورگل واقع شده‌است. کاوا ۴۲٫۲ کیلومتر مربع مساحت دارد.